# 後藤脩

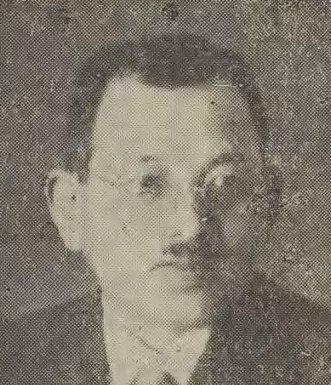
後藤脩

後藤 脩（ごとう しゅう、1879年（明治12年）8月11日 - 1957年（昭和32年）1月15日）は、日本の実業家、政治家。衆議院議員（当選1回、三重県第二区選出）。三重県松阪市長。日本出版社長。

## 経歴
鳥取県会見郡彦名村（現在の米子市）出身。後藤綾の弟。学歴等は不明。
1903年（明治36年）より三重県津市で出版業を始める。1906年（明治39年）、組織を改めて「合資会社三重出版社」とする。1924年（大正13年）に組織を「三重出版社株式会社」に改め、社長に就任した。そのかたわら南勢新聞社常務取締役、松阪信用組合理事などに就任した。さらに松阪町会議員、同市会議員、三重県会議員、同参事会員に選出された。
1932年（昭和7年）、第18回衆議院議員総選挙に出馬し、当選を果たした。立憲政友会に所属する。
その後、1941年（昭和16年）から1946年（昭和21年）まで松阪市長を務めたが、戦後、公職追放となり、追放解除後の1955年（昭和30年）、再び松阪市長に選出された。在職中の1957年（昭和32年）に死去した。
その他、笹川紡織株式会社取締役、合同瓦斯株式会社取締役などを務めた。

## 人物
趣味は書画、写真。宗教は禅宗。住所は三重県松阪市本町。

## 家族・親族
後藤家
- 妻・いと（1880年 - ?、三重、倉田駒之助の二女）[1]
- 息子[1]